# Ан Банкрофт
Ан Банкрофт (на английски: Anne Bancroft) е американска театрална и филмова актриса.

## Биография
Носителка е на награда „Оскар“, по две награди „Тони“, „Еми“ и „Златен глобус“ и три награди БАФТА. Ролята, с която предимно се свързва нейното име е тази на Мисис Робинсън от „Абсолвентът“ (1968). В този филм тя се опитва да прелъсти доста по-млад от нея мъж (Дъстин Хофман). Умира от рак през 2005 година. От 1960 г. има звезда на Холивудската алея на славата.

## Избрана филмография
| година | филм                      | оригинално заглавие         | роля                    | режисьор         |
| ------ | ------------------------- | --------------------------- | ----------------------- | ---------------- |
| 1955   | Последната граница        | The Last Frontier           | Корина Марстън          | Антъни Ман       |
| 1967   | Абсолвентът               | The Graduate                | Мисис Робинсън          | Майк Никълс      |
| 1977   | Исус от Назарет           | Jesus of Nazareth           | Мария Магдалена         | Франко Дзефирели |
| 1980   | Човекът слон              | The Elephant Man            | мисис Кендал            | Дейвид Линч      |
| 1995   | Дракула: мъртъв и доволен | Dracula: Dead and Loving It | мадам Успенская         | Мел Брукс        |
| 1997   | Редник Джейн              | G.I. Jane                   | Сенатор Лилиан ДеХейвън | Ридли Скот       |